# Centre jeunesse

Logo de l'Association des centres jeunesse.

Un centre jeunesse ou centre de protection de l’enfance et de la jeunesse est une institution gouvernementale québécoise (Canada) qui enferme les jeunes en difficulté. Les jeunes peuvent être accueillis dans un centre jeunesse dès leur naissance et cela jusqu'à leur majorité lorsqu'un ordre d'un tribunal le prévoit.
En vertu de la Loi sur la protection de la jeunesse, les centres jeunesse ont une mission de protection des enfants mineurs, en regard de la négligence, des abus physiques, des abus sexuels ou de l'abandon dont ils pourraient être victimes. Ils ont également une mission de réadaptation des jeunes contrevenants ayant commis un délit en vertu de la Loi sur le système de justice pénale pour les adolescents. Ils ont la charge d’offrir des services de seconde ligne, des services psychosociaux, de réadaptation et d’intégration sociale aux jeunes, à leur famille, ainsi qu’aux mères en difficulté. Il existe dix-sept centres jeunesse répartis dans les régions administratives du Québec. 

## Organisation

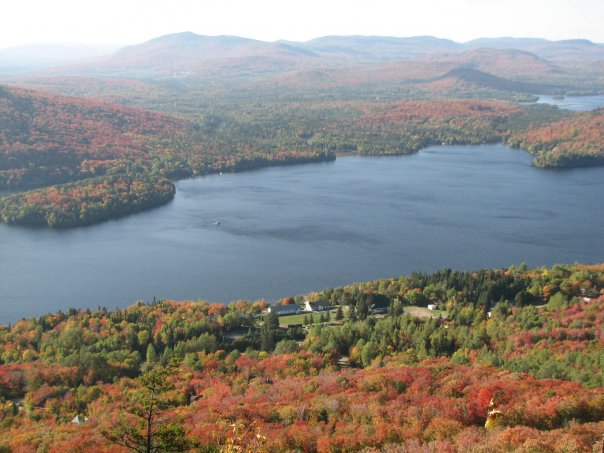
Le Campus des Quatre vents, établissement associé aux centres jeunesse de Lanaudière et situé à Saint-Donat a été fermé en 2014.

Au sens de la Loi sur les services de santé et les services sociaux (LSSSS), les centres jeunesse gèrent, sous l'autorité d'un même conseil d'administration, les établissements suivants : un centre de protection de l'enfance et de la jeunesse (CPEJ), un ou des centres de réadaptation pour jeunes en difficultés d'adaptation (CRJD) et un centre de réadaptation pour mères en difficulté d'adaptation (CRMDA).
Leurs services sont régis par la Loi sur les services de santé et les services sociaux, la Loi sur la protection de la jeunesse (LPJ), la Loi sur le système de justice pénale pour les adolescents (LSJPA) et le Code civil du Québec (CCQ).
La LPJ encadre les services de protection et de réadaptation aux enfants et aux adolescents, les services d’adoption et de recherche d’antécédents biologiques et les services de médiation et d’expertise. La LSJPA concerne les jeunes contrevenants (12-17 ans) ayant commis une infraction au Code criminel ou à une autre loi fédérale. La LSSSS encadre les services sociaux aux enfants, aux mères et aux familles en difficulté. L’aide spécialisée des centres jeunesse définie par ce cadre juridique, est destinée à des clientèles aux prises avec des difficultés graves. 
Avant de fusionner sous une même administration, les établissements dispensateurs de ces services collaboraient, tout en ayant des parcours historiques distincts.

## Historique
Dans la cadre des réformes de la Révolution tranquille (1960-1970), l’instauration du système public de santé, gratuit et universel, a rendu accessible des services sociaux qui avaient été jusqu’alors essentiellement dispensés par les communautés religieuses et des organismes caritatifs. 
Les nouveaux centres de services sociaux (CSS) ont pris charge des enfants et des familles qui bénéficiaient de services pour des motifs d’abandon, de pauvreté, etc. Ils ont repris les mesures de placement d’enfants par la consolidation d’un réseau de familles d’accueil. Dans les années 1970, il ressortait assez unanimement que les services sociaux rejoignaient mal les enfants en danger et les familles aux problématiques les plus lourdes. En 1979, le début de l’application de la LPJ et la création de la Direction de la protection de la jeunesse (DPJ) impliquaient que le mandat central des services psychosociaux en CSS, et maintenant en Centres jeunesse, devenait la protection de la jeunesse. Sans énoncer tous les motifs légaux pour les mineurs en besoin de protection énoncés dans la LPJ, il s’agit essentiellement de jeunes abandonnés, négligés, victimes d’abus physiques ou sexuels ou présentant des troubles sérieux de comportements et d’adaptation. À la suite d'un signalement retenu, lorsque après enquête, des motifs de protection sont établis, les situations peuvent être traitées par des ententes volontaires ou par le recours à une décision judiciaire d’un juge de la Chambre de la jeunesse.
Les centres de réadaptation — que l’on appelait à l’époque centre d’accueil —, étaient issus des orphelinats existant au Québec dans les années 1950. D’autre part, le Québec ayant toujours résisté à un traitement s’apparentant à celui des adultes pour ses jeunes contrevenants, ces centres qui étaient des établissements autonomes, avaient développé des techniques de réadaptation pour les jeunes ayant commis des délits et faisant l’objet de sentences judiciaires. La criminalité juvénile est de juridiction fédérale. Cependant, depuis 1979, c’est au Directeur de la protection de la jeunesse aussi désigné Directeur provincial, que sont référées, pour traitement par des mesures de rechange, les jeunes dont les délits sont non judiciarisés par le procureur de la Couronne ou pour la production de rapport prédécisionnels. C’est aussi le DPJ qui est mandaté pour l’exécution des ordonnances émises (probation et mise sous garde) selon la Loi sur les jeunes contrevenants et maintenant selon la LSJPA.
Dans les années 1980, à la suite de l'étude « Opération 30 000 », dénombrant autant d’enfants placés en famille d’accueil ou en centre d’accueil au Québec, avec le souci d’institutionnaliser le moins possible les mineurs qui leur sont confiés, les centres de réadaptation développent les foyers de groupe, qui sont des ressources d’hébergement et d’encadrement dans la communauté. Dans la même visée, les services d’éducateurs de rue ou en milieu familial, sont devenus de plus en plus accessibles. La fusion des établissements entraîne une meilleure complémentarité des mandats psychosociaux et de réadaptation. 

## Évolution
Avec l'augmentation sensible du nombre de jeunes filles ou de femmes seules avec leur enfant, les centres de réadaptation pour mères en difficulté grave d'adaptation, durant la grossesse ou pendant le développement des premières années de leur enfant (0-5 ans), vise à favoriser l'implication du conjoint et du milieu familial élargi pour maintenir l'enfant dans son milieu, tout en favorisant l'insertion sociale de la mère et son rôle parental. L'intégration de ces services avec ceux de la protection de la jeunesse, dans un même organisme, est favorable à leurs mandats sociaux respectifs.
La Direction de la protection de la jeunesse est intégrée dans les Centres jeunesse. Outre les services de protection, elle est aussi responsable, via le Service d’adoption, de l’évaluation des familles qui veulent adopter un enfant. En concertation avec la Cour supérieure, responsable de statuer sur des questions de garde ou de droits d’accès dans des situations familiales de divorce ou de séparation. Le Service d’expertise et de médiation familiale répond aux demandes de la Cour en produisant des expertises psycholégales sur les mesures à prendre dans le meilleur intérêt de l'enfant.
Les Centres jeunesse travaillent en collaboration avec le réseau des CLSC, des établissements d’enseignements primaire et secondaire, des Centres de la petite enfance et des organismes communautaires. Plus de 8 000 intervenants sont employés par les Centres jeunesse. Une majorité d’entre eux ont le titre d’emploi d’agents de relations humaines. Ces derniers sont formés dans les disciplines du travail social, de la psychoéducation, de la criminologie et de la psychologie.
Les Centres jeunesse sont des milieux de recherche et d’enseignement affiliés à différents établissements d’enseignement supérieurs du Québec. 
- Le Centre jeunesse de Montréal est désigné Institut universitaire dans le domaine de la violence chez les jeunes
- Le Centre jeunesse de Québec est désigné Institut universitaire sur les jeunes en difficulté.